# Samuel Cousins
Samuel Cousins (Exeter, 9 maggio 1801 – Londra, 7 maggio 1887) è stato un incisore inglese.

## Biografia
Fu apprendista di Samuel William Reynolds, dove apprese la tecnica della maniera nera. In seguito perfezionò autonomamente le tecniche di incisione in stile misto rame-acciaio con una metodologia che utilizzava pesanti rulli e che sostituiva alla raschiatura la punteggiatura, vale a dire incidendo i dettagli invece di raschiarli dalla superficie dell'opera come era uso comune fare fino ad allora. Nonostante i limiti della tecnica, questa ebbe immediato successo e fu largamente usata fino agli anni ottanta del 1800.
Nel 1885 fu eletto membro a pieno titolo della Royal Academy of Arts. Prima di morire istituì presso la Royal Academy un fondo di 15.000 sterline per artisti meno abbienti.